# Stade de Genève
Stade de Genève este un stadion din Elveția, renovat în 2003, care a găzduit meciuri la Campionatul European de Fotbal 2008.